# 椎名麟三
椎名 麟三（しいな りんぞう、1911年10月1日 - 1973年3月28日）は、日本の小説家である。本名は大坪 昇（おおつぼ のぼる）。
貧窮の中に育ち、職を転々とした後、共産党に入るも投獄され転向。戦後、『深夜の酒宴』で独自の実存主義的作風を示して一躍脚光を浴び、第一次戦後派の代表作家と目された。その後キリスト教に入信、平凡愚劣な現実や生を肯定する宗教的作風に新境地を拓いた。

## 人物
父・大坪熊次（おおつぼ くまじ）と母・みすの、の長男として、兵庫県飾磨郡曾左村之内書写村（現・姫路市書写東坂（ひがしさか））に出生。両親ともに愛人を持ち、のちに父母ともに自殺した事から困窮し、14歳で家出する。旧制姫路中学を中退し、果物屋での20時間労働、飲食店の出前持ち、燐寸工場の鉄具ひろい、コック見習いなどの職を転々とした。宇治川電気（現・山陽電鉄）の車掌時代にカール・マルクスを読みはじめるとともに日本共産党に入党。
1931年（昭和6年）に特高に検挙された。獄中で読んだニーチェ『この人を見よ』をきっかけに転向。その後ニーチェの『大いなる正午』をきっかけに哲学にのめり込む。エッセイ「蜘蛛の精神」によれば、キルケゴール、ジンメルなどを師とあおぎ、後に入信することとなるキリスト教に関する知識を得た。小説に関してはドストエフスキーとの出会いを通して「小説なるものの真の意味」を知ったと述べている。
第二次世界大戦後の活動は、1947年（昭和22年）2月に雑誌『展望』に掲載した『深夜の酒宴』にて執筆再開。1950年（昭和25年）、キリスト教へ入信。日本基督教団上原教会にて赤岩栄牧師から洗礼を受ける。以後キリスト教作家として活動。1956年『美しい女』で芸術選奨文部大臣賞受賞。1973年（昭和48年）3月28日、脳内出血のため東京都世田谷区松原の自宅で死去。61歳没。

## 作品

### 小説
- 「深夜の酒宴」（1947年）のち講談社文芸文庫
- 『重き流れのなかに』（1947年）筑摩書房、のち新潮文庫
- 『深尾正治の手記』銀座出版社 1948年
- 『永遠なる序章』（1948年）河出書房、のち新潮文庫
- 『その日まで』筑摩書房 1949年
- 『病院裏の人々』月曜書房 1950年
- 『赤い孤独者』（1951年）河出書房　のち旺文社文庫
- 『嫉妬』早川書房 1951年
- 『邂逅』（1952年）講談社 のち旺文社文庫
- 『愛と死の谷間』筑摩書房 1953年 のち角川文庫
- 『自由の彼方で』大日本雄弁会講談社 1954年 のち新潮文庫、講談社文芸文庫
- 『神の道化師』新潮社 1955年 のち旺文社文庫、講談社文芸文庫
- 『美しい女』中央公論社 1955年 のち角川文庫、新潮文庫、中公文庫
- 『愛の証言』光文社（カッパ・ブックス） 1955年
- 『母の像』河出新書 1955年
- 『その日まで』近代生活社（近代生活新書） 1956年
- 『運河』新潮社 1956年 のち旺文社文庫
- 『人生の背後に』角川小説新書 1956年
- 『新作の証言』筑摩書房 1957年
- 『椎名麟三作品集』全7巻 大日本雄弁会講談社 1957年 - 1958年
- 『雨は降り続いている』東京書房 1958年
- 『明日なき日』人文書院 1959年
- 「寒暖計」新潮 1959年
- 『断崖の上で』中央公論社 1959年
- 『罠と毒』中央公論社 1960年
- 『長い谷間』講談社 1961年
- 『媒妁人』新潮社 1962年
- 『カラチの女』講談社 1963年
- 『懲役人の告発』新潮社・純文学書き下ろし特別作品（1969年）
- 『変装』新潮社 1970年
- 『椎名麟三全集』全23巻別巻 冬樹社 1970年 - 1979年
- 『椎名麟三初期作品集』河出書房新社 1975年

### 脚本

#### 映画
- 愛と死の谷間（1954年、日活）
- 鶏はふたゝび鳴く（1954年、新東宝）

#### 戯曲
- 姫山物語（1963年、ミュージカル）
- 悪霊（1970年、冬樹社） - 脚色
- 蠍を飼う女 自選戯曲集（1971年、新潮社）

#### テレビドラマ
- その男（1959年、NHK大阪「テレビ劇場」）
- 終電車脱線す（1960年、ラジオ東京テレビ「日立劇場」）
- 自由への証言（1960年、NHK大阪） - 芸術祭奨励賞
- 待っている間の（1962年、日本テレビ「愛の劇場」）
- 約束（1964年、NHK「NHK劇場」） - 芸術祭奨励賞

### 随筆・評論
- 『自由を索めて エッセエ集』（近代文庫社 1949年）
- 『愛と自由の肖像』（社会思想研究会出版部 1956年 のち現代教養文庫）
- 『猫背の散歩』（河出書房 1956年）
- 『私の聖書物語』（中央公論社 1957年 のち文庫）
- 『生きる意味』（社会思想研究会出版部 1959年 のち現代教養文庫）
- 『私の人生手帖』（社会思想研究会出版部（現代教養文庫） 1961年）
- 『文学入門』（佐古純一郎共編 日本基督教団出版部 1963年）
- 『信仰というもの』（教文館（現代キリスト教双書） 1964年）
- 『地底での散歩』（国際日本研究所 1966年）
- 『人・生活・読書』（二見書房 1967年）
- 『私のドストエフスキー体験』（教文館 1967年）
- 『凡愚伝』（日本基督教団出版局 1967年）
- 『椎名麟三人生論集』（全5巻 二見書房 1968年）
- 『椎名麟三信仰著作集』（全13巻 教文館 1977年 - 1982年）
- 『愛について』（旺文社文庫 1977年9月）
- 『椎名麟三創作ノート』（全3巻 菁柿堂 1981年 - 1982年）

## 記念碑など
山陽電気鉄道本社前に文学碑がある。椎名麟三がかつて山陽電鉄に車掌として勤めていたこと、またその経験を生かし「美しい女」を執筆したことによる。碑文には「考えてみれば人間の自由が僕の一生の課題であるらしい」と刻まれている（『鉄道ピクトリアル』1990年5月増刊号・特集　山陽電気鉄道/神戸電鉄より）。
また、書写山圓教寺には、岡本太郎による文学碑がある。椎名が書写山のふもと、東坂に生まれたことによる。